# Diamond Bank
Diamond Bank Plc. est une banque nigériane basée à Lagos. C'est l'une des 25 banques autorisées dans le pays. Elle dispose d'une filiale dans l'UEMOA, Diamond Bank établie au Bénin avec des succursales au Sénégal, Côte d'Ivoire, Togo et une autre filiale au Royaume-Uni. En décembre 2012, le total des actifs a été évalué à plus de US7,3 milliards $.
En juin 2013, la banque disposait de 240 agences au Nigeria, 20 agences au Bénin, 2 agences au Sénégal, 1 agence au Togo et 3 agences en Côte d'Ivoire.

## Historique
Diamond Bank  a commencé ses activités le 21 mars 1991 sous le statut d'une Société A Responsabilité Limitée (l'entreprise a été créée le 20 décembre 1990). En février 2001 soit 10 ans plus tard, elle est devenue une banque universelle.
En janvier 2005, à la suite d'une offre privée d'investissement en actions très fructueuse qui a augmenté le capital de la banque, Diamond Bank est devenue une Société Anonyme. En mai 2005, la banque fut cotée à la bourse du Nigeria. Par ailleurs, en janvier 2008, les certificats de titre en dépôt de Diamond Bank furent cotés sur le Marché des Valeurs Professionnelles de la Bourse de Londres London Stock Exchange. C'est la première banque en Afrique à y être côté.
En mars 2019, Access Bank annonce l'acquisition de Diamond Bank pour 235 millions de dollars, créant un nouvel ensemble avec 29 millions de clients.

## Filiales et succursales
Ayant son siège à Lagos, Nigéria, Diamond Bank gère plusieurs filiales, sauf indication contraire, :
1. Diamond Pension Funds Custodian Limited - Victoria Island, Lagos, Nigeria
2. Diamond Bank (UK) Plc - Londres, Royaume-Uni
3. Diamond Bank du Benin SA - Cotonou, Bénin
4. Diamond Bank Togo - Togo
5. Diamond Bank Senegal - Dakar, Senegal
6. Diamond Bank Côte d'Ivoire - Abidjan, Côte d'Ivoire